# Saxifraga atuntsiensis
Saxifraga atuntsiensis är en stenbräckeväxtart som beskrevs av William Wright Smith. Saxifraga atuntsiensis ingår i Bräckesläktet som ingår i familjen stenbräckeväxter. Inga underarter finns listade i Catalogue of Life.